# Sergent Klems
Pour plus de détails, voir Fiche technique et Distribution.
Sergent Klems (Il sergente Klems) est un film d'aventures italien réalisé par Sergio Grieco et sorti en 1971.
Il s'agit d'une adaptation du roman homonyme de Paolo Zappa (it) paru en 1942. Le film et le roman s'inspire de l'histoire vraie du légionnaire allemand Otto Josef Klems (1893–1938), qui a déserté la Légion étrangère pour devenir le conseiller d'Abdelkrim el-Khattabi pendant la guerre du Rif.

## Synopsis
En 1918 sur le front de l'Artois. Un soldat allemand sort de sa tranchée et, pour se protéger du froid, porte l'uniforme d'un Français mort. Découvert par l'ennemi, il est sur le point d'être fusillé comme espion. Un soldat allemand, nommé Otto Josef Klems, lui suggère, pour justifier l'uniforme français, de dire qu'il est un soldat de la Légion étrangère d'origine allemande. Sa suggestion s'avère payante et le soldat usurpe du même coup l'identité d'Otto Klems.
Quelques années plus tard, avec le grade de sergent, il se retrouve à Guercif pour combattre les rebelles marocains. Cependant, dans son cœur, il n'approuve pas les méthodes brutales utilisées par la Légion étrangère contre la population civile sans défense. Grâce aux qualités dont il fait preuve et à l'intercession de son lieutenant, un homosexuel attiré par le jeune soldat, il parvient à obtenir une promotion au grade de sergent.
Lors d'un combat, il remarque qu'un soldat indigène est sur le point de s'enfuir. Étant donné son amitié avec lui, il décide de tirer sans le toucher. Le lieutenant se rend compte qu'il a volontairement laissé l'indigène s'échapper et lui fait un chantage sexuel sous peine de le dénoncer. Le jeune homme décide alors de s'enfuir, alors qu'arrive au camp une femme qui le recherche.
Cette femme est l'épouse d'Otto Josef Klems qui a enfin réussi à retrouver son mari après de nombreuses années. Lorsqu'elle se rend compte que Klems n'est pas son mari, elle l'accuse d'abord d'avoir usurpé l'identité de son mari. Finalement, elle finit par lui pardonner, après avoir appris comment les choses se sont déroulées. Le jeune soldat parvient à s'échapper de la ville avec l'aide d'une prostituée italienne qui tient un bordel fréquenté par les légionnaires.
Devenu déserteur de la Légion étrangère, il commence sa fuite dans le désert. Au cours de sa fuite, il se rend compte qu'un groupe de légionnaires a attaqué un camp dans le seul but de tuer des femmes et des enfants et décide d'intervenir pour mettre fin à cette violence inutile. Sa fuite dans le désert prend fin lorsqu'il est capturé par un Rifain qui le remet à son chef, Abdelkrim el-Khattabi. Ce dernier demande alors la coopération du jeune sergent pour l'utilisation d'armes, capturées auparavant auprès des Espagnols. Les indigènes ne disposent pas des connaissances techniques nécessaires et l'utilisation incorrecte des balles provoque de graves accidents.
Le sergent Klems montre son habileté à diriger les Rifains contre l'armée espagnole et devient bientôt le lieutenant d'Abdelkrim. Il décide de se convertir à l'islam, change son nom en El-hadj Alemán et épouse une musulmane, cousine de son chef.
Fin 1925, la France et l'Espagne créent une force d'intervention commune d'environ un demi-million d'hommes, équipée d'armes modernes : canons, chars, avions. Pour les Rifains, il n'y a aucune chance de victoire. Pour éviter de nouvelles souffrances à son peuple, Abdelkrim se rend le 26 mai 1926.
En raison de la reddition de son propre chef et de la trahison des chefs de tribus qui, ayant été payés par les colonisateurs français et espagnols, se retirent du conflit, le sergent Klems décide de quitter la zone de guerre avec sa famille et les quelques soldats restés fidèles. Son objectif est de réorganiser ses forces pour continuer à combattre les Français et les Espagnols.
Pendant la retraite, un avion français repère la colonne et l'attaque, faisant de nombreuses victimes dont la famille du sergent. Déçu par la trahison de ses soldats et attristé par la mort de sa femme et de son nouveau-né, il décide de se retirer du conflit et de se laisser mourir.
Le film se termine par un combat suicide entre les soldats d'Abdelkrim fait pour réduire le déshonneur de la reddition. Au cours du combat, le sergent Klems est légèrement blessé mais étant reconnu par les Français, il est capturé.
Le sergent est jugé pour désertion et haute trahison et condamné à mort. Grâce à l'intervention d'Abdelkrim, la peine est transformée en emprisonnement à vie à purger au bagne de Guyane, où il meurt le 16 octobre 1933.

## Fiche technique
- Titre français : Sergent Klems[2]
- Titre original italien : Il sergente Klems[3]
- Réalisation : Sergio Grieco
- Scenario : Bruno Di Geronimo, Sergio Grieco, Francesco Mazzei
- Photographie :	Stelvio Massi
- Montage : Gabrio Astori
- Musique : Carlo Rustichelli
- Décors : Giovanni Fratalocchi, Dario Micheli (it), Elena Ricci (it) (pour les scènes en studio)
- Costumes : Mario Giorsi
- Maquillage : Giovanni Amadei, Stefano Trani
- Production : Francesco Mazzei
- Société de production : Julia Film
- Pays de production :  Italie
- Langue originale : Italien
- Format : Couleurs - 1,66:1 - Son mono - 35 mm
- Durée : 117 minutes
- Genre : film d'aventures, film de guerre
- Dates de sortie :
  - Italie : 3 décembre 1971
  - France : 16 avril 1975[2]

## Distribution
- Peter Strauss : Sergent Otto Josef Klems
- Tina Aumont : Leïla
- Pier Paolo Capponi : Abdelkrim el-Khattabi
- Howard Ross : Hamed
- Massimo Serato : le général français
- Franco Ressel : Lieutenant Dupleix
- Luciana Paluzzi : Frida
- Massimo Righi : le vrai Klems
- Pasquale Basile : Youssef
- Rossella Como : Mlle Schinn, la journaliste
- Dada Gallotti : Severina
- Giuseppe Castellano : Sergent Granval
- Peter Berling : Sergent Bogdanovitch
- Mario Donen :
- Hassiba Rochdi :
- Hattab Eddhib :
- Jazia Klibi :
- Hamrouni Abdel Latif :
- Calisto Calisti : le colonel d'infanterie
- Raffaele Curi : Ward
- Francesco D'Adda :
- Consalvo Dell'Arti : le général à Rabat
- Claudio Trionfi :
- Gianni Naitana :

## Accueil critique
« Quoi qu'il en soit, Sergent Klems version Grieco possède des qualités non négligeables : de l'aventure dotée de souffle, du romanesque mâtiné d'un lyrisme pas mal contagieux ainsi qu'une force indéniable qui se dégage du récit et de la mise en scène. [...] Des scènes de violence assez crues viennent émailler l'écran (devant à la fois au Soldat bleu et au western spaghetti alors en vogue) et le réalisateur n'y fait pas trop de concessions de fond, comme il ne tombe pas non plus dans le manichéisme qui voudrait qu'il y ait d'un côté les bons, de l'autre, les méchants. »

— Mallox sur psychovision.net.